# Franciszek Jan Jasiński
Franciszek Jan Jasiński herbu Poronia (zm. 5 czerwca 1731 roku) – sędzia pucki w latach 1726–1731, ławnik tczewski w latach 1711–1726.
Poseł na sejm 1730 roku z województwa malborskiego.